# 902 TV
902 TV foi um canal de televisão da Grécia sustentado pelo KKE, Partido Comunista da Grécia. Em 11 de agosto de 2013, a estação e sua respectiva licença de programação foi vendida pelo KKE para uma empresa particular chamada A-Horizon Media Ltd, e não possui mais nenhuma afiliação com o partido. A estação foi renomeada para Epsilon TV.